# 乌来麻
乌来麻（学名：Procris laevigata），又稱：烏來草、蝦公菜、藤麻、石羊草、下山連、蝦火菜、眼睛草、山七、樹三七、石骨丹、金玉葉、一支林，为荨麻科乌来麻属下的一个种。